# 울트라스

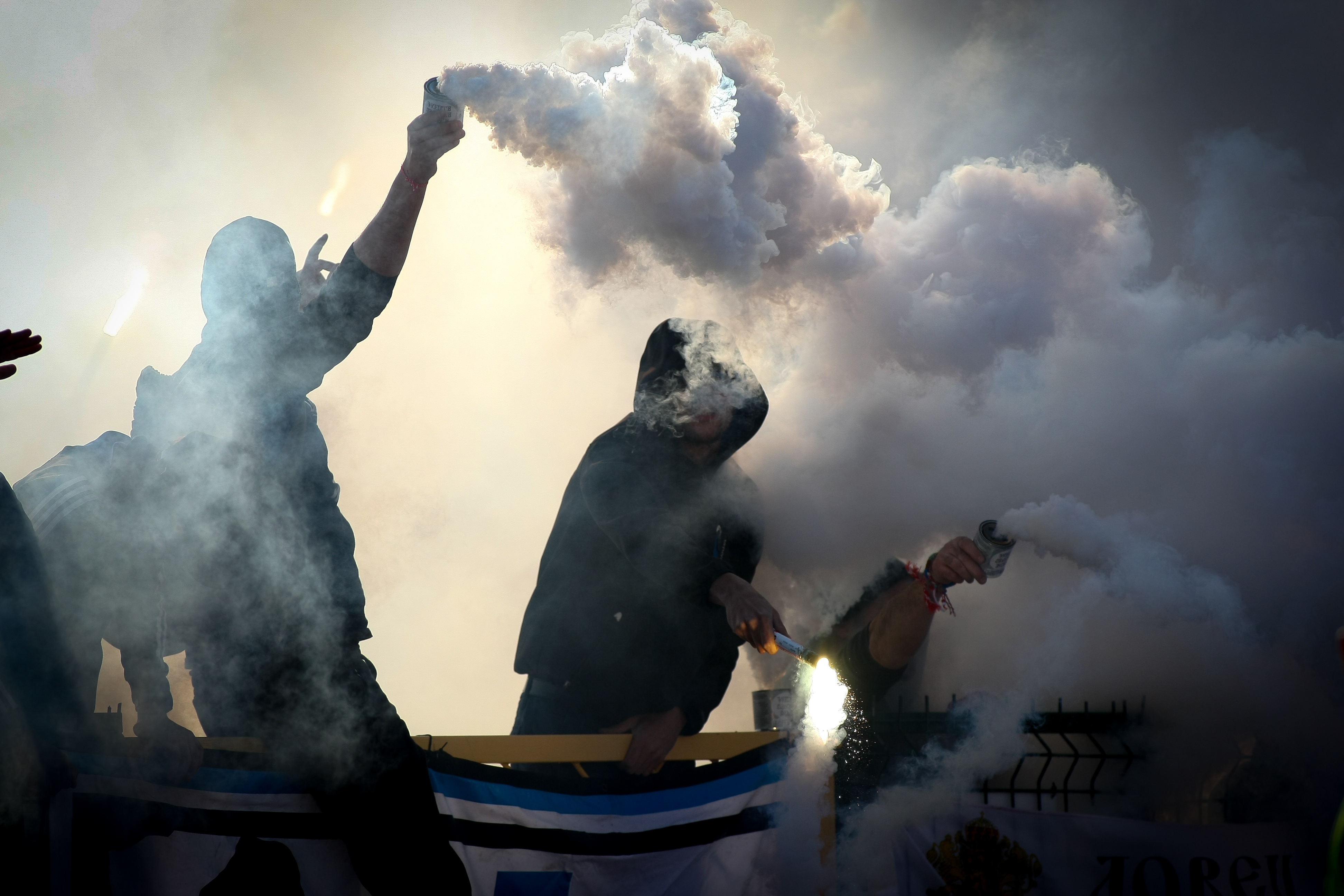
PFC 레프스키 소피아의 울트라스 팬들

울트라스(Ultras)는 열광적인 축구 팬을 가리킨다.
1960년대에 이탈리아에서 시작되어 그 후 유럽 각국, 남미 등 전 세계로 퍼져나갔다. 울트라스는 생각이 비슷한 사람끼리 모여 형성되는 경우가 많아서 다른 울트라스와 충돌로 이어지는 경우가 종종 있다. 울트라스는 일반적으로 골대 뒤 관중석에 집단으로 자리하여 배너를 내걸고, 깃발을 흔들며 응원가를 부르는 방식으로 클럽을 응원한다. 또한, 많은 울트라스는 자신들의 그룹 로고가 들어간 상품을 제작하여 판매하기도 한다.

## 같이 보기
- 축구 서포터
- K리그
- 훌리건